# 사크라 코로나 우니타
사크라 코로나 우니타(Sacra Corona Unita)는 제4 마피아로도 알려져 있으며, 이탈리아 남부 풀리아주 지역의 마피아 형태 조직범죄 단체이며, 특히 브린디시, 레체, 타란토 지역에서 활발하게 활동한다.

## 이름의 유래
정보원 코시모 카포디에치(Cosimo Capodieci)는 SCU가 "사크라(Sacra, 성스러운)를 쓰는 이유는 조직 가입 시 신입 회원이 '세례'를 받기 때문이며, 코로나(Corona)는 교회에서 예수 그리스도와 십자가의 기능을 수행하는 데 사용되는 일반적인 묵주를 의미하는 왕관과 닮았기 때문이고, 우니타(Unita)는 사슬의 고리처럼 서로 연결되어야 했기 때문"이라고 말했다.

## 역사
사크라 코로나 우니타는 1970년대 후반에서 1980년대 초반에 결성되었고, 조직의 설립자 주세페 로골리의 감방에서 수사관들이 발견한 문서에 따르면 1983년에 교도소에서 공식적으로 설립되었다. 사크라 코로나 우니타는 라파엘레 쿠톨로의 누오바 카모라 오르가니차타에 연합된 캄파니아 가문과 같이, 풀리아 지역의 교도소와 영토에서 더 확고한 마피아 조직들의 압도적인 권력에 대항하기 위해 만들어졌다.
로골리의 지도자 부상에 대한 한 기록에 따르면, 사크라 코로나 우니타의 기반은 로골리가 1981년 크리스마스 밤에 놓았다. 당시 로골리는 32세의 메사녜제(Mesagnese) 출신 타일공으로, 1980년 조비나초에서 발생한 은행 강도 및 살인죄로 트라니 교도소에 수감 중이었다. 교도소에서 로골리는 '드랑게타의 고위 인사들과 접촉하여 벨로코 '드라기나의 카포바스토네이자 설립자인 움베르토 벨로코와 제휴했다. 만두리아의 빈첸초 스트라니에리와 코사 노스트라와 연관된 마리오 파팔리아와 함께 로골리는 사크라 코로나 우니타를 설립했는데, 이 조직의 구조와 의식은 '드랑게타와 매우 유사했으며, 공식적으로 새로 형성된 조직의 최고 수장으로 승인되었다. 그러나 1984년 이탈리아 사법 기관이 로골리에게서 압수한 "SCU 규정(Statuto della S.C.U.)"에 따르면 이 조직은 1983년 5월 1일에 설립되었다고 명시되어 있다.
로골리의 지도 아래, 사크라 코로나 우니타는 풀리아 지역의 이익과 기회를 '드랑게타 및 카모라 전통과 융합했다. 흔히 "제4 마피아"로 불리지만, 남풀리아의 약 10~15개 범죄 집단이 느슨하게 결합된 형태였으며, 그들의 결속력, 안정성, 경제 및 정치적 권력은 항상 '드랑게타와 마피아에 훨씬 못 미쳤다. 2000년대 초 일부 지도자들의 이탈과 대부분의 구성원 체포 이후, 사크라 코로나 우니타는 더 이상 단일하고 실행 가능한 조직으로 존재하지 않는다.

## 활동
원래 이 지역의 상당한 와인 및 올리브 오일 산업을 착취했던 이 단체는 담배 밀수, 무기 밀매, 마약 밀매, 인신매매, 돈세탁, 공갈 및 정치적 부정부패로 활동 영역을 넓혔다.
유리스페스(Eurispes)가 실시한 조사에 따르면 이 조직의 주요 수입원은 다음과 같다.
- 마약 밀매 — 연간 8억 7천 8백만 유로
- 성매매 — 연간 7억 7천 5백만 유로
- 무기 밀매 — 연간 5억 1천 6백만 유로
- 공갈 및 고리대금 — 연간 3억 5천 1백만 유로[12]

## 구조
SCU는 세 가지 뚜렷한 그룹 또는 계층으로 구성된다. 회원은 riti battesimali(세례 의식)를 통해 한 계층에서 다음 계층으로 '졸업'할 수 있다. 종교적 상징성은 SCU가 카모라와 연관되었던 과거의 잔재로 추정된다.
- 소시에타 미노레(Società Minore) – 가장 낮은 계층으로, 거리 수준의 활동을 수행하는 하급 범죄자들로 구성된다. 회원은 피치오티(picciotti)로 시작하여 범죄 활동에 적합하고 경찰과 연관되지 않았는지 확인하기 위해 40일간의 시험을 거친다. 그런 다음 다음 단계인 마노발란차(manovalanza) 또는 노동자로 입문한다. 후보자는 또한 SCU에 대한 헌신 맹세를 해야 한다.
- 소시에타 마조레(Società Maggiore) – 두 가지 직위로 구성된 두 번째 계층.
- 로 스가로(Lo Sgarro) – 이 직위는 SCU를 위해 최소 세 명을 살해한 회원에게만 주어지며, 이때부터 회원은 죽음의 고통을 무릅쓰지 않고는 떠날 수 없다. 회원은 이제 필리알레(filiale)라고 알려진 자신만의 피치오티 조직을 만들 수 있다. 라 산타(La Santa) 직위에 입문하면 회원에게는 총기(SCU 실패 시 자신에게 상징적으로 사용), 사이안화물 알약, 몽블랑산을 상징하는 면섬유(신성하게 여겨짐), 레몬(동료의 상처를 치료), 오른손 검지 손가락을 찌르는 바늘, 손수건(영혼의 순결을 상징) 및 스파르텐차(일종의 선물, 보통 담배)가 주어진다.[13]
- 소시에타 세그레타(Società Segreta) – 핵심 결정이 이루어지는 조직의 최상위 계층.

사크라 코로나 우니타는 약 50개의 클랜과 약 2,000명의 회원으로 구성되어 있으며, 담배, 마약, 무기 및 인신매매를 전문으로 한다. 사크라 코로나 우니타는 이탈리아 남동부 해안의 상륙권을 위해 다른 범죄 집단으로부터 돈을 받는다.
SCU는 조직을 운영할 때 계층적 구조를 사용하며, 높이 올라갈수록 더 많은 책임과 돈을 얻는다. 남성이 이 그룹의 주요 지배자이다. 최근 몇 년 동안 SCU는 온라인에서 사람들을 사기치고 해킹하여 돈을 갈취하는 방법을 찾아왔다. 이 돈은 영국, 스페인, 독일과 같은 유럽 국가로 돈세탁된다.

## 풀리아주 외부에서의 활동
사크라 코로나 우니타는 풀리아주를 주된 활동지로 삼고 있지만, 모데나, 만토바, 레조에밀리아 등 이탈리아의 다른 지역에서도 활동하는 것으로 알려져 있다. 이탈리아 외 지역에서는 알바니아, 스페인, 독일, 미국, 영국에서도 활동하고 있다.
- 이 조직은 풀리아주와 알바니아의 근접성 및 이탈리아어의 확산으로 인해 오랫동안 알바니아에 뿌리를 내렸다. 알바니아는 아프가니스탄에서 밀수되는 엄청난 양의 담배와 마약의 도착지이다.[14]
- 스페인은 조직의 밀매 작전을 위한 물류 거점으로 간주된다. SCU 도망자들이 바르셀로나 남부 해변 휴양지에서 체포되었다.[14]
- 이 조직은 독일에서 통합된 구조를 가지고 있지는 않지만, 로골리-부카렐라-도나티엘로 클랜, 파도바노 클랜, 토르네세 클랜, 메사녜시 클랜이 이 나라에서 활동하는 것으로 알려져 있다. 코카-패밀리 수사에서는 독일에서 브린디시 주까지 대규모 코카인 밀매가 이루어졌음을 문서화했다.[14]
- 미국 FBI는 다음과 같이 말한다: "미국에서는 사크라 코로나 우니타의 구성원이 거의 확인되지 않았지만, 일리노이주, 플로리다주, 뉴욕주의 일부 개인들이 이 조직과 연관되어 있을 수 있다."[14]
- 영국에서는 사크라 코로나 우니타가 호텔 및 관광 부문에 검은 돈을 투자하는 것으로 추정된다.[15]

발칸 반도 상황이 정상화되면서 아드리아해 회랑의 밀수 채널로서의 중요성이 감소하고, 최근 몇 년간 이에 대한 성공적인 경찰 및 사법 작전으로 인해 사크라 코로나 우니타는 1990년대 중반에 절정에 달했던 과거 세력의 일부로 축소되었다.

## 사크라 코로나 우니타의 동맹

### '드랑게타
SCU의 설립자 중 한 명인 주세페 로골리는 사크라 코로나 우니타가 설립되기 전부터 풀리아 지역의 '드랑게타와 연계되어 있었다.
SCU는 쿠톨로의 몰락 이후, 로골리가 "풀리아 '드랑게타"를 만들도록 카포바스토네 움베르토 벨로코의 허락을 구했기 때문에 이 지역의 '드랑게타의 파생 조직으로 볼 수 있으며, 이 조직이 오늘날의 사크라 코로나 우니타가 되었다.
2017년 11월 13일, 람포 작전이 종료되었다. 3년간 진행된 이 작전은 산타 안나 작전에서 시작되었으며, 마사프라, 스타테, 팔라지아노 및 타란토의 탐부리 지구에서 활동하던 SCU 소속원 10명과 그들의 우두머리로 추정되는 카탈도 카포로소가 체포되었다. 이 조직은 수산물 및 지역 코카인 시장에 침투했다. 범죄 조직의 범죄 활동은 21년 동안 복역한 후 사크라 코로나 우니타의 멤버인 카탈도 카포로소를 만나 그에게 파드리노의 재산을 넘겨준 '드랑게타 보스 움베르토 벨로코의 지지를 항상 받아왔다고 한다.
2018년 11월 14일, 과르디아 디 피난차의 갈라시아 작전이 종료되었다. 이 작전에서 페스체 '드라기나-벨로코 '드라기나의 추정 회원인 안토니오 춘그리, 테가노 '드라기나의 일부 회원, 그리고 아마도 피로말리 '드라기나의 일부 회원들이 카모라와 사크라 코로나 우니타의 카프리아티 및 파리시 클랜과 함께 온라인 베팅 회사인 플래닛윈365, 베트랜드, 인조이벳, 플래닛윈의 상업 네트워크에 불법적으로 포함되었다. 풀리아 클랜은 브라질, 콜롬비아, 나이지리아, 루마니아, 베트남, 파나마, 파라과이, 아르헨티나 및 러시아에 이해 관계와 전망을 가진 자체 해외 베팅 업체를 설립했다. 이 작전에서 10억 유로가 넘는 자산이 압수되었고, 이탈리아 전역에서 80건이 넘는 수색이 이루어졌다.

### 카모라
풀리아의 첫 번째 조직적 범죄 조직이 SCU보다 앞서 누오바 카모라 오르가니차타에 의해 만들어졌음에도 불구하고, 풀리아의 지하 세계는 외부 조직에 의해 자신들의 지역이 지배되는 것을 싫어했다. 라파엘레 쿠톨로의 몰락을 틈타 지역 범죄자들은 카모라와 거리를 두었고 '드랑게타와 더 긴밀하게 협력하게 되었다.
하지만, 펜티토 안토니오 아쿠르소(Antonio Accurso)에 따르면, 카모라의 디 라우로 클랜은 마약 밀매와 관련하여 사크라 코로나 우니타와 여러 연관성을 가지고 있다고 한다.

### 발칸 조직
풀리아 마피아는 오랫동안 인접국 알바니아에 뿌리를 내렸으며, 이곳은 이탈리아어가 널리 사용된다. 알바니아 마피아는 SCU와 협력하여 알바니아를 대량의 밀수 담배와 아프가니스탄발 마약의 분류 센터로 만들고 있으며, 이 중 상당량은 몬테네그로, 크로아티아, 알바니아 해안을 통해 이탈리아로 유입된다. 1999년 7월 27일, 이탈리아의 지원을 받은 두러스(알바니아) 경찰은 사크라 코로나 우니타의 대부 중 한 명을 체포했다. 이러한 알바니아 연결은 사크라 코로나 우니타와 알바니아 마피아가 풀리아에서 "파트너"이며 여러 범죄 활동을 위임한다는 것을 확인하는 것으로 보인다.

## 경쟁 상대
SCU의 내부적 어려움은 다음과 같은 적대적 범죄 집단의 탄생을 촉진했다.
- 레모 레체 리베라(Remo Lecce Libera): 레체의 일부 주요 범죄 인물들이 결성했으며, '드랑게타를 제외한 어떤 범죄 집단과도 독립적이라고 주장한다. 레모라는 용어는 살렌토반도 출신의 범죄자 레모 모렐로를 지칭하는데, 그는 외부 간섭에 반대했기 때문에 캄파니아주 출신 범죄자들에게 살해당했다.
- 누오바 파밀리아 살렌티나(Nuova Famiglia Salentina): 1986년 레체 출신의 데 마테이스 판탈레오에 의해 결성되었으며, 1980년대 초 살렌토반도 지역에서 외부 지역 마피아 표현과 관련 없는 자치적 범죄 운동으로 탄생한 파밀리아 살렌티나 리베라에서 파생되었다. 이 조직은 레체에서 SCU 클랜과 피의 전쟁을 벌였다.[21]
- 로사 데이 벤티(Rosa dei Venti): 1990년 SCU의 내부 분열에 따라 레체 교도소에서 데 톰마시에 의해 결성되었다.[22]

## 내부 분열

### 소시에타 포지아나
1989년 1월, 포자 (도시)에서 사크라 코로나 우니타의 중위였던 주세페 라비아노(시신은 발견되지 않음)의 살해는 마피아 전쟁과 로코 모레티("돼지"라는 뜻의 il porco로 알려짐)의 부상에 전환점이 되었다. 이 살해 사건 이후 모레티는 포자에서 새로운 범죄 조직인 Società foggiana의 수장이 되었다. 만티데 작전으로 경찰이 체포를 한 후, 많은 세부 사항들 중에서, 라비아노의 잘린 머리 사진이 정상회담 동안 소시에타 포지아나의 주요 구성원들에게 보여졌다는 끔찍한 사실도 드러났다.
포자 범죄 조직과 카모라의 관계는 아마도 가장 오래되고 깊은 관계일 것이다. 포자 범죄 조직은 카모라, 특히 누오바 카모라 오르가니차타 덕분에 질적인 도약을 할 수 있었다. NCO 시대에 많은 "쿠톨리아니"들이 산 세베로와 포자의 교도소에서 수감 생활을 하며 지역 범죄자들과 접촉하고 모집했다. 라파엘레 쿠톨로의 누이 로세타 쿠톨로도 산 세베로에서 시간을 보냈다. 쿠톨로는 심지어 북풀리아에 NCO의 일종의 지부인 누오바 카모라 풀리에세를 조직하기도 했다. 포자의 쿠톨로 부관이었던 돈 페페 시오리오의 살해는 포자 범죄자들이 독립하기를 원한다는 또 다른 명확한 신호였다.
소시에타 포지아나는 이탈리아 마피아 중 가장 잔인하고 피비린내 나는 조직으로 간주된다.
소시에타 포지아나 내에서 가장 강력한 클랜은 트리시울리오 클랜(Trisciuoglio clan), 시네시-프랑카빌라 클랜(Sinesi-Francavilla clan) 및 모레티-펠레그리노-란차 클랜(Moretti-Pellegrino-Lanza clan)이다.
2019년 9월, 이탈리아 경찰은 카모라의 강력한 기온타 클랜, 소시에타 포지아나, 모로코 마약 밀매업자들 간의 국제 마약 밀매 동맹을 해체했다. 이 조사는 2016년 트렌티노알토아디제 지역에 기반을 둔 마그레브 갱단을 대상으로 시작되었다. 마약 밀매범들의 광범위한 네트워크는 모로코에서 스페인, 스위스, 네덜란드를 거쳐 마침내 트렌토도와 볼차노에 이르렀다. 이탈리아에 도착한 마약은 주로 튀니지인과 모로코인 판매상들에 의해 공원, 역사 지구, 학교 근처에서 판매되었다. 19명이 체포되었고, 당시 이탈리아, 스페인, 네덜란드에서 4명이 여전히 수배 중이었으며, 73명이 수사 중이었다. 해시시 1톤 이상과 코카인 2kg이 압수되었다.
2020년 1월, 포자에서 마피아에 대한 주요 재판의 핵심 증인을 살해하려는 두 차례의 폭탄 테러 시도가 있었지만 아무도 다치지 않았다. 이 공격 이후 반마피아 태스크포스가 강화되었고, 리베라라는 반마피아 단체가 조직한 시위에는 2만 명의 사람들이 포자를 행진했다.

## 같이 보기
- 알바니아 마피아
- 반다 델라 말리아나
- 카모라
- 코사 노스트라
- Società foggiana
- 스티다

## 내용주
1. 1 2  “The Sacra Corona Unita: Origins, Characteristics, and Strategies”.
2. ↑  “Italy's 'fourth mafia' is spreading terror and death in Puglia”. 《Le Monde.fr》 (영어). 2023년 5월 28일. 2023년 11월 22일에 확인함.
3. ↑  “'Fourth Mafia' emerges as most violent in Italy as major organized crime syndicates become less visible”. 《CBS News》. 2023년 3월 17일. 2023년 11월 22일에 확인함.
4. ↑  “Sportello Scuola e Università della Commissione Parlamentare Antimafia”. 《leg15.camera.it》. 2024년 3월 6일에 확인함.
5. ↑  The Global Mafia, pg 69에서 인용.
6. ↑  “L'ascesa della Sacra Corona Unitae il deliro di diventare la quarta stella”. 《스탐파》 (이탈리아어). 2012년 5월 19일.
7. ↑  Massari, Monica (2014). 〈The Sacra Corona Unita: Origins, Characteristics, and Strategies〉. 《The 'Ndrangheta and Sacra Corona Unita》. Studies of Organized Crime 12. Cham: Springer International Publishing. 101–116쪽. doi:10.1007/978-3-319-04930-4_7. ISBN 978-3-319-04929-8.
8. 1 2 3  STUDIO SULLA CRIMINALITÀ ORGANIZZATA IN PUGLIA, CON PARTICOLARE RIFERIMENTO ALLA SACRA CORONA UNITA (PDF) (보고서). 카라비니에리 풀리아주 (Ros)의 특수 작전단. 1993. 51–56쪽.
9. 1 2  Argentiero, Piero (2018년 7월 9일). “La Sacra corona unita, 37 anni fa il battesimo in cella di Pino Rogoli”. 《www.lagazzettadelmezzogiorno.it》 (이탈리아어). 2024년 1월 17일에 확인함.
10. ↑  Paoli, Letizia; Paoli, Letizia (2014년 10월 24일). 〈The Italian Mafia〉. 《The Oxford Handbook of Organized Crime》. Oxford University Press. doi:10.1093/oxfordhb/9780199730445.013.025. ISBN 978-0-19-973044-5.
11. ↑  “FBI — Italian/Mafia”. 《FBI》.
12. 1 2 3  “In Puglia la Sacra Corona Unita Una costola della 'ndrangheta”. 《코리에레 델라 세라》. 2012년 5월 19일.
13. ↑  “The Fourth Mafia: La Sacra Corona Unita”. 《AmericanMafia》.
14. 1 2 3 4 5 6  “"Identificati alcuni affiliati" La Scu negli Usa, firmato Fbi” ['일부 연루자 확인' (FBI 서명)- 미국 내 SCU]. 《코리에레 델 메초조르노》 (이탈리아어). 2016년 8월 4일.
15. ↑  “Alberghi, ristoranti, e traffico di droga. La Sacra corona 'investe' anche all'estero” [호텔, 레스토랑, 마약 밀매 - 사크라 코로나는 해외에도 '투자'한다]. 《lecceprima.it》 (이탈리아어). 2014년 8월 21일.
16. ↑  Serenata, Nicoletta, 편집. (2014). 《The 'Ndrangheta and Sacra Corona Unita》. 《Studies of Organized Crime》 12. doi:10.1007/978-3-319-04930-4. ISBN 978-3-319-04929-8. ISSN 1571-5493.
17. ↑  “Taranto, arrestato il boss Caporosso con 10 affiliati: la 'ndrangheta lo aveva scelto come padrino”. 《라 레푸블리카》 (이탈리아어). 2017년 11월 13일.
18. ↑  “Le mani di mafia e 'ndrangheta sul gioco online: 68 arresti, sequestri per un miliardo di euro”. 《라 레푸블리카》 (이탈리아어). 2018년 11월 14일.
19. ↑  Internapoli, Redazione (2017년 8월 30일). “"La Puglia è roba di Marco Di Lauro". Per il pentito è 'o cavallar a gestire la droga con la Sacra Corona Unita”.
20. 1 2  랄프 무츠케 (형사 정보국 차장) (2000년 12월 13일), 《조직 범죄, 마약 밀매 및 테러리즘의 수렴으로 인한 위협 (미국 사법 위원회 범죄 소위원회에 제출된 서면 증언)》, 인터폴
21. ↑  “UCCISO IN UN AGGUATO UN BOSS DEL SALENTO - la Repubblica.it”. 《Archivio - la Repubblica.it》. 1989년 6월 16일.
22. ↑  Le criminalità organizzate nell'Italia meridionale continentale: camorra, 'ndrangheta, sacra corona unita Carlo Alfiero, Generale di Brigata - Comandante Scuola Ufficiali CC
23. ↑  “Fermato un pezzo da novanta della mafia foggiana: ecco chi è Rocco Moretti” [포지아 마피아의 거물이 멈춰졌다: 로코 모레티가 누구인지 알려주겠다]. 《ilrestodelgargano.it》 (이탈리아어). 2017년 10월 10일.
24. ↑  “Colpo alla mafia foggiana 'Decapitavano i nemici'” [포지아 마피아에게 일격 가하다 '적들의 목을 베었다']. 《라 레푸블리카》 (이탈리아어). 2005년 7월 9일.
25. ↑  “L'inchiesta, Il tribunale della Quarta mafia ha ordinato la strage. Ed ha un esercito di mille soldati”. 《notizie.tiscali.it》 (이탈리아어). 2017년 8월 9일.
26. ↑  “Giosuè Rizzi, la strage del circolo Bacardi e la "Società" foggiana"”. 《FoggiaToday.it》 (이탈리아어). 2012년 1월 12일.
27. 1 2  “Come la Società Foggiana è diventata la mafia più brutale e sanguinosa d'Italia”. 《vice.com/it》. 2016년 3월 21일.
28. 1 2  “Spaccio internazionale di droga: accordo tra mafia foggiana e Gionta: operazione a Trento”. 《www.ilmattino.it》. 2019년 9월 19일. 2019년 9월 19일에 확인함.
29. ↑  “Operazione 'Carthago' della Finanza di Trento: scovati 73 trafficanti e 1 tonnellata di hashish, spacciavano vicino alle scuole – LaVocedelNordEst” [카르타고 작전: 트렌토 재무 경찰이 73명의 밀매범과 1톤의 해시시를 찾아냈으며, 학교 근처에서 판매하고 있었다] (이탈리아어). 2019년 9월 19일.
30. ↑  “Italy to strengthen anti-mafia task force after bomb in Foggia”. 《The Guardian》. AFP. 2020년 1월 16일.

## 더 읽어보기
- Maria Grazia Pasculli (2011). 《Organized crime in Italy: the Puglia mafia》. 《Prim@ Facie》 10. 40쪽. ISSN 1678-2593. OCLC 1031892311.